# Број становника
Број становника је статистичка мера људских заједница. Број становника се најбоље утврђује пописом становништва, али се може проценити и на друге начине. 